# Kolarstwo na Letnich Igrzyskach Olimpijskich 2020 – sprint drużynowy mężczyzn
Sprint drużynowy mężczyzn podczas Letnich Igrzysk Olimpijskich 2020 rozegrany został 3 sierpnia na torze Izu Velodrome.

## Terminarz
Czas w Tokio (UTC+09:00)
| Data            | Godzina |                |
| --------------- | ------- | -------------- |
| 3 sierpnia 2021 | 15:58   | Eliminacje     |
| 3 sierpnia 2021 | 16:50   | Pierwsza runda |
| 3 sierpnia 2021 | 17:35   | Finały         |

## Wyniki

### Eliminacje
| Pozycja | Państwo                     | Zawodnicy                                           | Wynik  | Uwagi |
| ------- | --------------------------- | --------------------------------------------------- | ------ | ----- |
| 1.      | Holandia                    | Roy van den Berg Harrie Lavreysen Matthijs Büchli   | 42,134 |       |
| 2.      | Wielka Brytania             | Jack Carlin Ryan Owens Jason Kenny                  | 42,231 |       |
| 3.      | Australia                   | Nathan Hart Matthew Glaetzer Matthew Richardson     | 42,371 |       |
| 4.      | Francja                     | Florian Grengbo Sébastien Vigier Rayan Helal        | 42,722 |       |
| 5.      | Nowa Zelandia               | Sam Dakin Ethan Mitchell Sam Webster                | 43,066 |       |
| 6.      | Rosyjski Komitet Olimpijski | Iwan Gładyszew Dienis Dmitrijew Pawieł Jakuszewskij | 43,097 |       |
| 7.      | Niemcy                      | Timo Bichler Stefan Bötticher Maximilian Levy       | 43,140 |       |
| 8.      | Polska                      | Mateusz Rudyk Patryk Rajkowski Krzysztof Maksel     | 43,516 |       |

### Pierwsza runda
W pierwszej rundzie podział na poszczególne wyścigi odbył się na podstawie kwalifikacji i według zasady:
Wyścig 1 : 4 drużyna kwalifikacji z 5 drużyną kwalifikacji

Wyścig 2 : 3 drużyna kwalifikacji z 6 drużyną kwalifikacji

Wyścig 3 : 2 drużyna kwalifikacji z 7 drużyną kwalifikacji

Wyścig 4 : 1 drużyna kwalifikacji z 8 drużyną kwalifikacji
Zwycięzcy wyścigów zgodnie z osiągniętymi czasami awansowali do wyścigów o medale (dwaj pierwsi o złoty medal dwaj pozostali o medal brązowy). Pozostałe drużyny zostały sklasyfikowane na podstawie uzyskanych czasów.
| Pozycja | Wyścig | Kraj                        | Zawodnik                                            | Wynik  | Uwagi |
| ------- | ------ | --------------------------- | --------------------------------------------------- | ------ | ----- |
| 1.      | 4      | Holandia                    | Roy van den Berg Harrie Lavreysen Matthijs Büchli   | 41,431 | FA    |
| 2.      | 3      | Wielka Brytania             | Jack Carlin Ryan Owens Jason Kenny                  | 41,829 | FA    |
| 3.      | 2      | Australia                   | Nathan Hart Matthew Glaetzer Matthew Richardson     | 42,103 | FB    |
| 4.      | 1      | Francja                     | Florian Grengbo Sébastien Vigier Rayan Helal        | 42,294 | FB    |
| 5.      | 3      | Niemcy                      | Timo Bichler Stefan Bötticher Maximilian Levy       | 42,733 |       |
| 6.      | 2      | Rosyjski Komitet Olimpijski | Iwan Gładyszew Dienis Dmitrijew Pawieł Jakuszewskij | 42,915 |       |
| 7.      | 1      | Nowa Zelandia               | Sam Dakin Ethan Mitchell Sam Webster                | 42,978 |       |
| 8.      | 4      | Polska                      | Mateusz Rudyk Patryk Rajkowski Krzysztof Maksel     | 43,307 |       |

## Finały
| Pozycja          | Kraj                        | Zawodnik                                            | Czas   |
| ---------------- | --------------------------- | --------------------------------------------------- | ------ |
| o złoty medal    |                             |                                                     |        |
| złoto            | Holandia                    | Roy van den Berg Harrie Lavreysen Matthijs Büchli   | 41,369 |
| srebro           | Wielka Brytania             | Jack Carlin Ryan Owens Jason Kenny                  | 44,589 |
| o brązowy medal  |                             |                                                     |        |
| brąz             | Francja                     | Florian Grengbo Sébastien Vigier Rayan Helal        | 42,331 |
| 4.               | Australia                   | Nathan Hart Matthew Glaetzer Matthew Richardson     | 44,013 |
| o piąte miejsce  |                             |                                                     |        |
| 5.               | Niemcy                      | Timo Bichler Stefan Bötticher Maximilian Levy       |        |
| 6.               | Rosyjski Komitet Olimpijski | Iwan Gładyszew Dienis Dmitrijew Pawieł Jakuszewskij | REL    |
| o siódme miejsce |                             |                                                     |        |
| 7.               | Nowa Zelandia               | Sam Dakin Ethan Mitchell Sam Webster                | 43,703 |
| 8.               | Polska                      | Mateusz Rudyk Patryk Rajkowski Krzysztof Maksel     | 46,431 |